# Corbiolo
Corbiolo (Corbiól in dialetto locale) è una frazione del comune italiano di Bosco Chiesanuova, in provincia di Verona, rinomata località di villeggiatura estiva nei Monti Lessini.

## Geografia fisica
La frazione conta 692 abitanti e sorge a 847 metri s.l.m. Dista 4 km dal capoluogo comunale in direzione sud e 25 km da Verona in direzione nord-est. 
Il paese si colloca sulla dorsale tra la Valpantena e la Val Squaranto.

## Infrastrutture e trasporti
È attraversato dalla SP6, che lo collega a nord alla località sciistica di Malga San Giorgio, facente parte anch'essa del comune, e a sud alla Valpantena e a Verona.
Il trasporto pubblico è gestito dall'azienda veronese ATV, che opera con corse giornaliere da e per Verona con la linea 110 (Verona-Bosco Chiesanuova).